# Hīrānagar
Hīrānagar är en ort i Indien.   Den ligger i distriktet Kathua och unionsterritoriet Jammu och Kashmir, i den norra delen av landet, 500 km norr om huvudstaden New Delhi. Hīrānagar ligger 321 meter över havet och antalet invånare är 9 446.
Terrängen runt Hīrānagar är platt åt sydväst, men åt nordost är den kuperad. Runt Hīrānagar är det tätbefolkat, med 331 invånare per kvadratkilometer. Närmaste större samhälle är Sāmba, 18,6 km nordväst om Hīrānagar. Trakten runt Hīrānagar består till största delen av jordbruksmark.